# Jovan Divjak

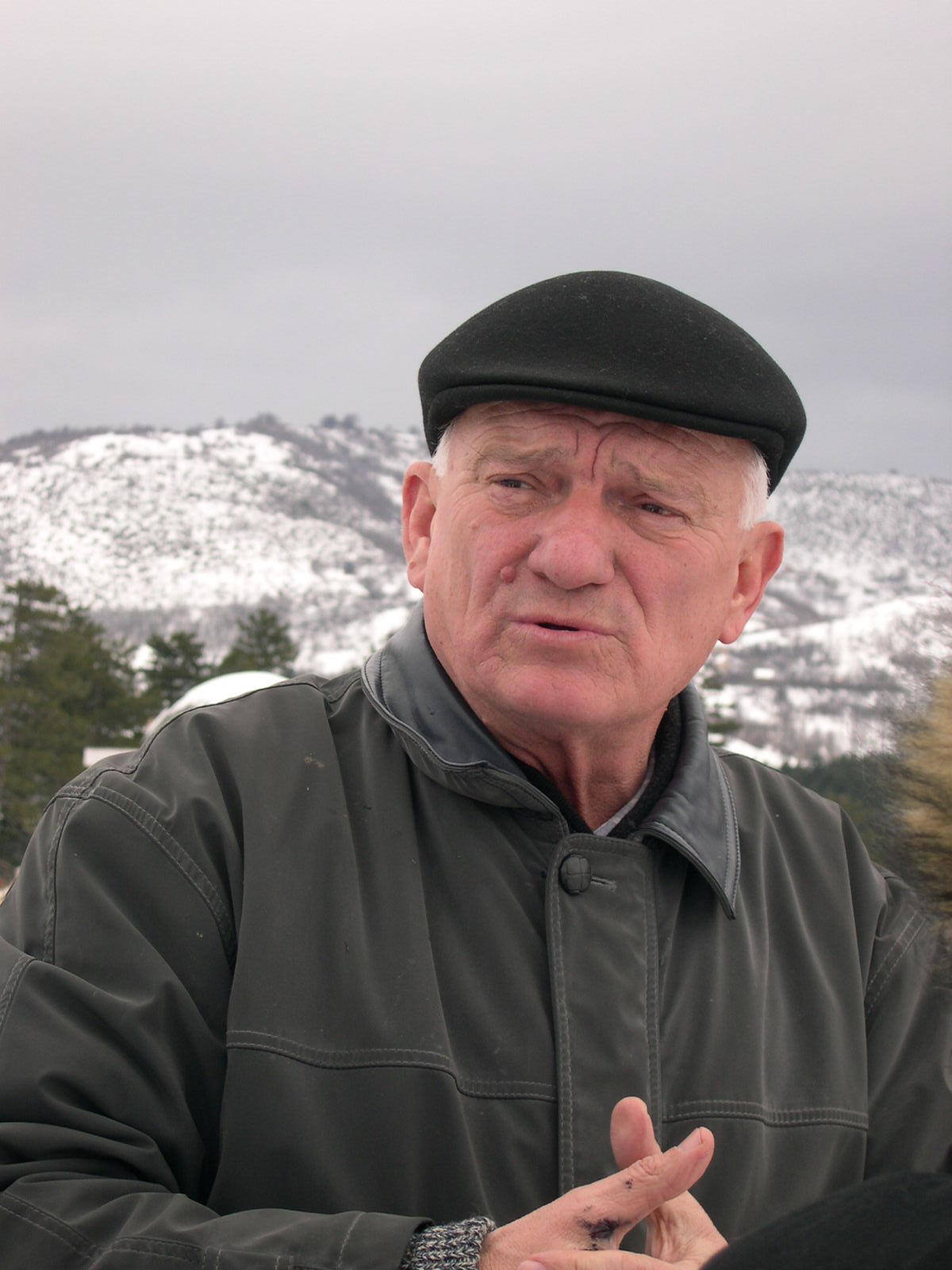
Jovan Divjak (2006)

Jovan Divjak (Spitzname: Onkel Jovo; * 11. März 1937 in Belgrad, Jugoslawien; † 8. April 2021 in Sarajevo) war ein bosnischer General. Er wurde wegen seiner Rolle als Kommandeur der sogenannten Territorialeinheiten bei der Belagerung von Sarajevo während des Bosnienkrieges von vielen Bosniern als „Held der Verteidigung Sarajevos“ angesehen. Er war im Krieg der einzige ethnisch serbische General in der Führungsebene der bosnischen Armee.

## Leben
Divjaks Eltern stammten ursprünglich aus der bosnischen Region Bosanska Krajina. Sein Vater war in der Jugoslawischen Volksarmee (JNA) in Serbien stationiert. Von 1956 bis 1959 durchlief Divjak die Militärakademie in Belgrad. 1964 und 1965 besuchte er die École d’État Major in Paris. Divjak zog 1966 nach Sarajevo. Obwohl er ein in Serbien geborener ethnischer Serbe war, verstand er sich als Bosnier.
Von 1969 bis 1971 war Divjak an der Kadettenakademie in Belgrad und von 1979 bis 1981 an der dortigen Kriegs- und Verteidigungsplanungsschule. Nach mehreren Posten in der jugoslawischen Volksarmee war er von 1984 bis 1989 Territorialer Verteidigungschef, der den Sektor Mostar und von 1989 bis 1991 den Sektor Sarajevo befehligte.
Zwischen 1991 und 1993 wurde Divjak von der JNA vor ein Kriegsgericht gestellt, weil er 120 leichte Schutzwesten und 20.000 Schuss Munition an die Territorialverteidigung von Kiseljak abgegeben hatte, und zu neun Monaten Haft verurteilt. Er umging das Urteil, indem er die jugoslawische Volksarmee verließ und sich der territorialen Verteidigung der Republik Bosnien und Herzegowina anschloss.
Divjak wurde von der serbischen Regierung beschuldigt, an Kriegsverbrechen im Zuge eines Angriffs am 3. Mai 1992 auf abziehende jugoslawische Streitkräfte in Sarajevo beteiligt gewesen zu sein. Laut serbischen Angaben sollen dabei 42 Menschen umgekommen sein. Anderen Berichten zufolge soll er erfolglos versucht haben, den Angriff zu verhindern. Dies wird durch Videoaufnahmen des besagten Tages und durch Aussagen des kanadischen UN-Generals Lewis MacKenzie gestützt. Das Haager Kriegsverbrechertribunal verzichtete nach einer Untersuchung des Ereignisses auf Anklagen.
Nach dem Krieg leitete Divjak eine Hilfsorganisation für Waisenkinder aller Volksgruppen. Er war Ehrenbürger der französischen Städte Grenoble, Villerest und Saumur sowie der italienischen Städte Padova und Montesilvano. Darüber hinaus wurde er als erster Bosnier mit der Auszeichnung der französischen Ehrenlegion gewürdigt und erhielt 2008 von der Gesellschaft für bedrohte Völker den Victor-Gollancz-Preis.

## Verhaftung in Wien
Jovan Divjak wurde am 4. März 2011 im Flughafen Wien aufgrund eines Haftbefehls Serbiens auf Grundlage eines bilateralen Abkommens verhaftet. Am 7. März fand eine Demonstration von circa 800 Menschen für seine Freilassung in Wien statt. Es erfolgte keine Auslieferung an Serbien. Am 8. März wurde Divjak gegen eine Kaution in der Höhe von 500.000 Euro aus der Haft entlassen. Die serbische Sonderstaatsanwaltschaft für Kriegsverbrechen stellte am 9. März einen Auslieferungsantrag. Der Auslieferungsantrag wurde am 29. Juli 2011 von der Staatsanwaltschaft Korneuburg abgelehnt, worauf Divjak nach Sarajevo ausreiste.